# 今村隆史
今村 隆史（いまむら たかし） は、日本の大気化学者。国立環境研究所環境計測研究センター長や、日本大気化学会会長を務めた。

## 人物・経歴
東京工業大学理学部卒業後、1985年東京工業大学大学院理工学研究科化学専攻修了、理学博士。同年分子科学研究所特別協力研究員。1986年分子科学研究所助手。1991年姫路工業大学助手。同年国立環境研究所大気反応研究室主任研究員。アメリカ海洋大気庁超高層学研究所研究員、国立環境研究所総合研究官、国立環境研究所大気圏環境研究領域長、国立環境研究所環境計測研究センター長等を経て、国立環境研究所企画部フェロー。大気化学反応を専攻し、2013年からは日本大気化学会会長も務めた。日本エアロゾル学会論文賞等受賞。
また、神戸大学大学院人間発達環境学研究科教授、京都大学生存圏研究所運営委員会委員、名古屋大学太陽地球環境研究所附属ジオスペース研究センター運営委員会委員、全国星空継続観察研究会委員、星空の街・あおぞらの街全国協議会表彰選考委員会委員、成層圏オゾン層保護に関する検討会科学分科会・環境影響分科会検討員、九州大学工学部非常勤講師、首都大学東京大学院都市環境科学研究科非常勤講師、東京工業大学大学院総合理工学研究科非常勤講師、上智大学大学院地球環境学研究科非常勤講師なども歴任した。